# Gottes-Gnadenkraut
Das Gottes-Gnadenkraut oder Gottesgnadenkraut (Gratiola officinalis), kurz auch Gnadenkraut, ist eine Pflanzenart aus der Gattung Gnadenkräuter (Gratiola) innerhalb der Familie der Wegerichgewächse (Plantaginaceae). Sie ist von Europa bis Zentralasien verbreitet.

## Beschreibung

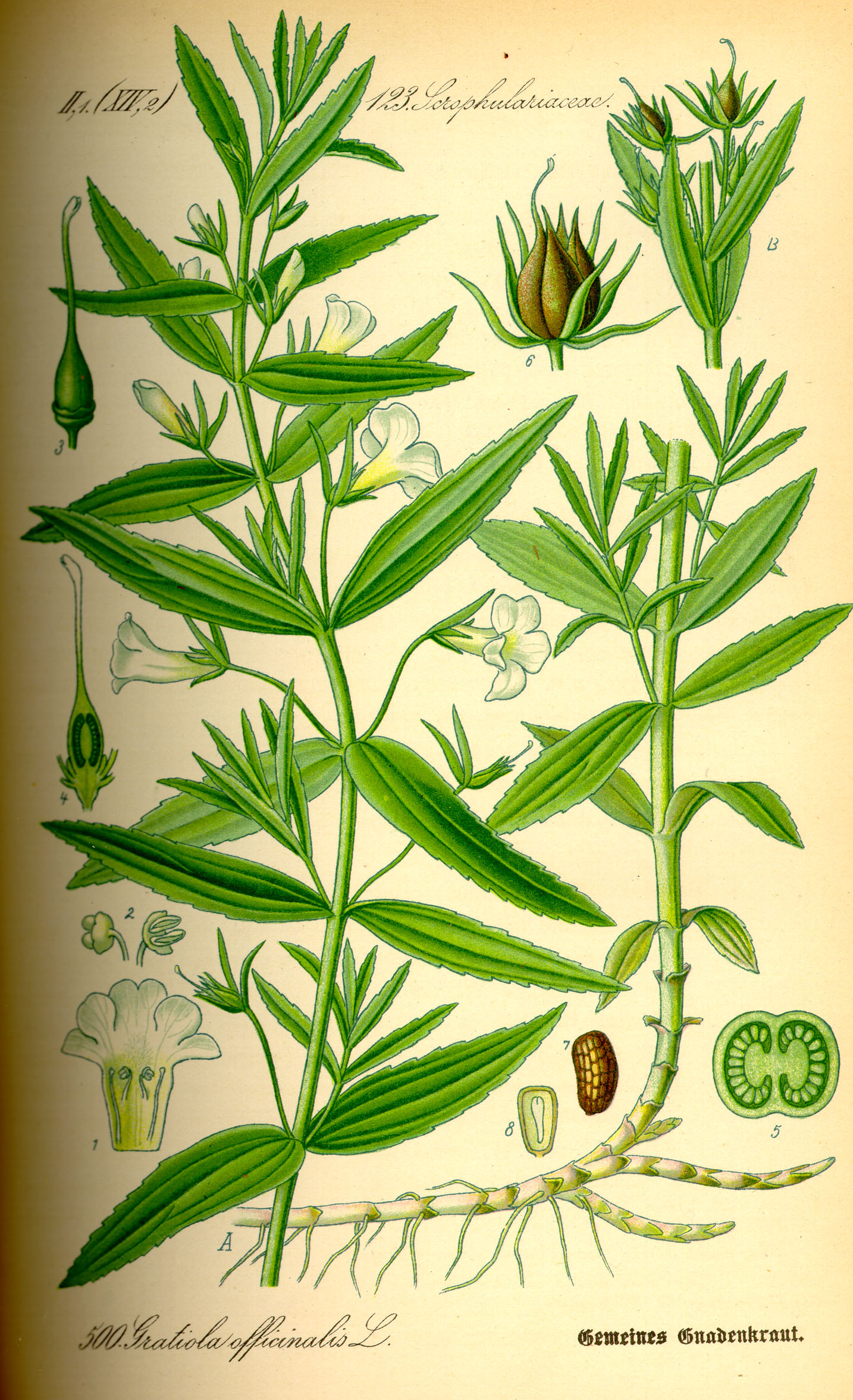
Illustration

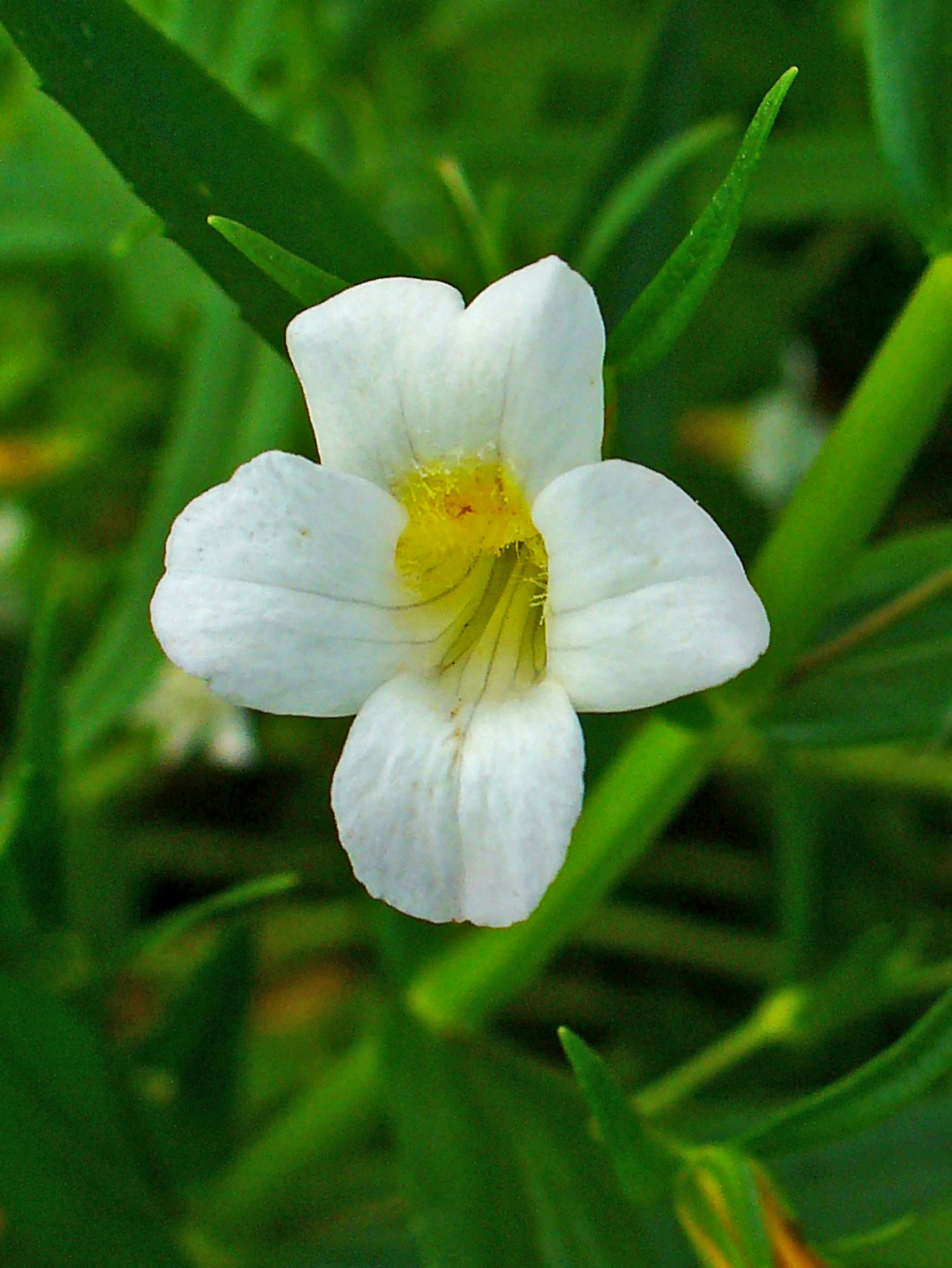
Zygomorphe Blüte, Blick in die Blütenkrone

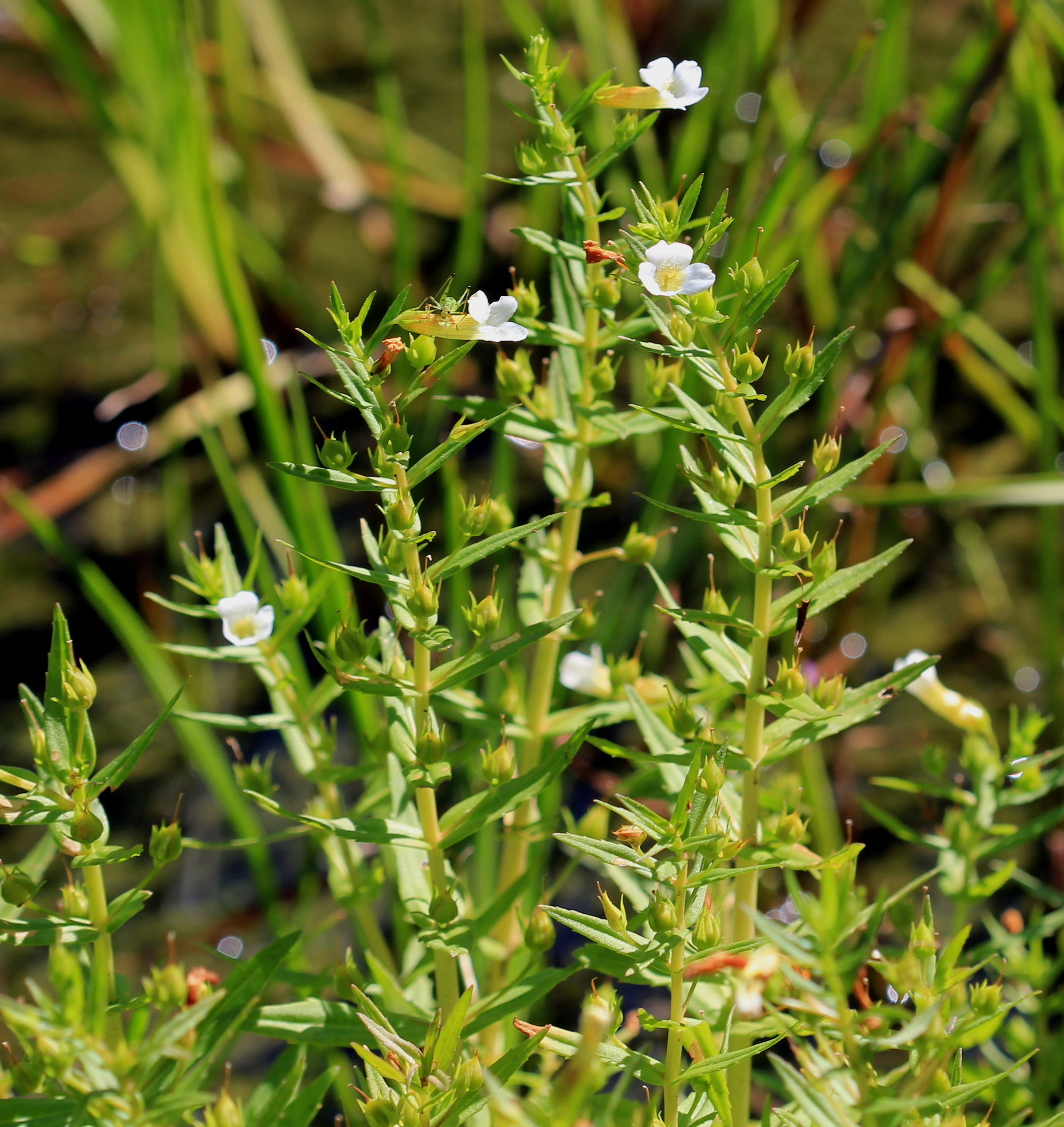
Habitus

Das Gottes-Gnadenkraut wächst als ausdauernde krautige Pflanze und erreicht Wuchshöhen zwischen 15 und 40, bisweilen 60 Zentimetern. Sie bildet kurze Ausläufer. Die aufrechte Stängel ist unten rund und oben fast vierkantig. Die oberirdischen Pflanzenteile sind scheinbar kahl. Die kreuzgegenständigen und stängelumfassenden Laubblätter sind schmal lanzettlich, spitz und ganzrandig oder entfernt gesägt. Die hellgrünen Blattspreiten erscheinen durch eingesenkte Drüsenhaare punktiert.
Die Blütezeit des Gottes-Gnadenkrautes reicht von Juli bis August. Die lang gestielten Blüten stehen einzeln in den Blattachseln. Die zwittrigen Blüten sind zygomorph. Die blassrosafarbenen bis weißen, zuweilen rötlich geäderten Kronblätter werden 10 bis 18 Millimeter lang und sind röhrig verwachsen. Die Kronröhre ist gelb und innen bärtig. Die Oberlippe ist behaart.
Die braune Kapselfrucht ist 5 Millimeter lang, tropfenförmig, kugelig und springt vierkappig auf. Die Samen sind etwa 6 bis 8 Millimeter lang. Die Samenschale ist netzartig.
Die Chromosomenzahl beträgt 2n = 32.

## Ökologie
Das Gottes-Gnadenkraut ist ein Hemikryptophyt und vermehrt sich als Wurzelkriecher vegetativ. Es bildet lockere Herden. Die von einer Population besiedelte Wuchsfläche umfasst meist nur wenige Quadratmeter. Die generative Vermehrung, Keimung und Etablierung der Pflanzen ist möglicherweise nur auf nackten Bodenstellen möglich. Vermutlich ist das Gottes-Gnadenkraut auf Umweltfaktoren angewiesen, die eine Dominanz höherwüchsiger Pflanzen verhindern.
Die Bestäubung erfolgt durch Insekten, die Ausbreitung der Samen über den Wind.

## Vorkommen
Das Gottes-Gnadenkraut kommt in ganz Europa ohne Skandinavien und Großbritannien vor. Sein Verbreitungsgebiet reicht in Südosteuropa über den Balkan bis in die Türkei. Ostwärts reicht sein Areal bis nach Zentralasien und Sibirien.
Das Gottes-Gnadenkraut besiedelt häufig gestörte Plätze mit offenen Bodenstellen in Schlankseggenrieden, in Röhrichten, in Feuchtwiesen, in Flutrasen, an kiesigen Seeufern, an Gräben oder in periodisch trockenfallenden Teichen. Die als Wechselnässezeiger geltende wärmeliebende Pflanze ist salzertragend. Sie besiedelt vorzugsweise staunasse, gelegentlich überschwemmte, mäßig nährstoffreiche, kalkreiche bis arme, basenreiche bis neutrale bis schwach saure Tonböden, Torf oder Humus. Die Art ist relativ gesellschaftsvag. Sie gilt in Deutschland als schwache Kennart des Verbandes der Brenndoldenwiesen (Cnidion dubii Bal.-Tul. 1965). Sie kommt aber auch in Gesellschaften der Verbände Magnocaricion oder Agropyro-Rumicion vor.

## Gefährdung
Das Gottes-Gnadenkraut ist europaweit gefährdet und stark im Rückgang begriffen. In Deutschland ist es nach der Bundesartenschutzverordnung (BArtSchV) besonders geschützt. In der Roten Liste gefährdeter Farn- und Blütenpflanzen Deutschlands ist die als stark gefährdet (Gefährdungskategorie 2) geführt. Auch in der Schweiz gilt sie als stark gefährdet (EN = „endangered“).
Die Gefährdungsursachen sind vor allem in der fehlenden Dynamik an den natürlichen Standorten des Gottes-Gnadenkrautes zu suchen. Offene Bodenstellen werden kaum noch durch zum Beispiel Überschwemmungen, extensive Beweidung oder Tritt geschaffen. Ferner ist die Eutrophierung durch Düngung ein wesentlicher Gefährdungsfaktor. Aber auch die Konkurrenz invasiver gebietsfremder Arten und Verdrängung durch beispielsweise Kanadische Goldrute (Solidago canadensis) oder Adlerfarn (Pteridium aquilinum) sind als Rückgangsursachen zu nennen.

## Taxonomie
Der wissenschaftliche Name Gratiola officinalis wurde 1753 von Carl von Linné in Species Plantarum erstveröffentlicht.

## Giftigkeit
Das Gottes-Gnadenkraut ist in allen Teilen stark giftig und wird in der Schulmedizin nicht mehr eingesetzt. Hauptwirkstoffe sind das tetracyclische Triterpen Gratiogenin, Gratiogeninmonoglucosid, Gratiosid und 16-Hydroxygratiogenin, nach älteren Angaben auch Gratiotoxin. In frischen Blättern befinden sich 0,08 % Cucurbitacin E und 0,02 % Cucurbitacin I.
Vergiftungserscheinungen sind Übelkeit, Speichelfluss, Erbrechen, Koliken, blutige Durchfälle, Nierenentzündung, Brennen in den Harnwegen, Krämpfe, Störung der Herztätigkeit und der Atmung. In letalen Fällen erfolgt der Tod im Kollaps, vielleicht durch Atemlähmung. Beachtenswert ist auch die Beeinträchtigung des Sehvermögens und der Farbempfindung. Örtlich reizend und zentral resorptiv erst zentral erregend, dann lähmend. Dem Gratiotoxin wird eine stark digitalisierende Wirkung zugeschrieben. Als Nebenwirkungen dieses Giftstoffs wurden auch blutige Darmentleerungen bei Schwangeren-Abort, heftige Krämpfe, starkes Erbrechen und Störungen der Herz- und Atemtätigkeit beobachtet.
Bei Tieren sind vereinzelt Vergiftungen aufgetreten. Das giftige Gratiosid wird über die Milch ausgeschieden und dadurch sind weitere Vergiftungen möglich.

## Heilkunde
Madaus zufolge kannten antike Ärzte das Kraut nicht, trotz fraglicher Zuordnung von Dioskurides‘ „Papaver spumeum“. Bei Valerius Cordus heißt es „Limnesium“, bei Matthiolus und Dodonaeus Gratiola. Auch andere lobten die Heilkraft gegen Ödeme, Jodismus und als Ersatz für Jalape. Matthiolus schildert Gratiola als abführend, harntreibend und wundheilend, so auch von Haller für „zähen Schleim wie auch wässerige Feuchtigkeiten und Galle“, bei Hydrops, Kachexie, Ikterus, Malaria, Amenorrhoe, Hüftweh und Würmern, ähnlich Weinmann, nur mit Vorsicht wegen der abführenden Wirkung, Osiander, Hufeland auch bei Melancholie und Delirium potatorum. Kostrzewski empfiehlt es zur Beruhigung Tobsüchtiger und bei venerischer Lues, Clarus bei psychischen Leiden durch kranke Verdauungsorgane. Wolff gab es bei Gicht, Wachtel wie auch Otzolig bei Malaria, Schroff zum Abführen, Leclerc bei tuberkulösem Aszites. Schulz zeigte an Gesunden Sehstörungen mit Kurz-, Weitsichtigkeit und Grünblindheit. Skokan bestätigt die Wirkung bei Hautkrankheiten. Die Autoren geben zur Verwendung Kraut oder Blätter an, teils auch mit Wurzel, Sammelzeit sei kurz vor der Blüte. Madaus sieht insgesamt Indikationen zum Abführen besonders von Bauchwasser, in vorsichtig ansteigenden Dosen zur Vermeidung von Brechreiz, bei alten Hautkrankheiten, Ulcera und Gicht, ferner Epilepsie und Nervenleiden mit gestörter Verdauung und Menstruation. Das Herzglykosid Gratiotoxin sei mehr in den Blättern bzw. alkoholischen Auszügen. Die Homöopathie nutzt Gratiola selten bei Nymphomanie mit Verdauungsstörung.

## Etymologie
Der Name Gratiola wird von lateinisch Gratia ‚Gnade‘ abgeleitet, der Heilwirkung wegen, wie auch die deutsche Bezeichnung Gottesgnadenkraut. Volkstümliche Namen waren Erdgalle, Gallenkraut, Allerheiligenkraut, Purgierkraut, Gichtkraut, Grazede („gratia dei“ ‚Gnade Gottes‘).